# Michael Bublé
Michael Steven Bublé OC OBC (født 9. september 1975 i Burnaby, British Columbia, Canada) er en canadisk sanger, sangskriver og musikproducer.
Bublé udgav sit første album som selvudgivelse i 2001 under titlen BaBalu, og fulgte dette op i 2002 med Dream. Herefter skrev han kontrakt med 143 Records/Reprise Records og hans selvbetitlede debutalbum udkom i 2003 og det nåede inde i top 10 i Canada og Storbritannien. Han fik et stort internationalt publikum med sit album It's Time i 2005, samt med det efterfølgende album Call Me Irresponsible (2007) – der toppede både Canadian Albums Chart, UK Albums Chart, Billboard 200, Australian ARIA Albums Chart og adskillige europæiske hitlister. Bublés album Crazy Love (2009) debuterede som nummer 1 på US Billboard 200 efter blot tre dages i handlen, og det forblev der i to uger. Det var også hans fjerde album der nåede førstepladsen på Billboard's Top Jazz Albums. I 2011 udgav han julealbummet Christmas, der toppede Billboard 200 i de sidste fire uger af 2011 og den først euge af 2012, og det nåede top 5 i Storbrtiannien. Christmas blev således hans tredje nummer 1-album i træk på hitlisten. To Be Loved blev udgivet i april 2013 efterfulgt af Nobody but Me i oktober 2016 og Love i november 2018. I 2022 udkom Higher.
Bublé har solgt over 40 millioner albums på verdensplan, og vundet utallige priser, inklusive fire Grammy Awards og adskillige Juno Awards. Bublé har dobbelt statsborgerskab i Canada og Italien.

## Diskografi
- BaBalu (2001)
- Dream (2002)
- Michael Bublé (2003)
- It's Time (2005)
- Call Me Irresponsible (2007)
- Crazy Love (2009)
- Christmas (2011)
- To Be Loved (2013)
- Nobody but Me (2016)
- Love (2018)
- Higher (2022)

## Turnéer
- Michael Bublé: Live in Concert (2004)
- It's Time Tour (2005–06)
- Irresponsible World Tour (2007–08)
- Crazy Love Tour (2010–12)
- To Be Loved Tour (2013–15)
- An Evening with Michael Bublé (2019-21)

## Filmografi
- 2000: Duets
- 2001: Totally Blonde
- 2003: The Snow Walker
- 2004: Las Vegas ("Catch of the Day")
- 2005: Da Kath & Kim Code
- 2005: Michael Bublé: Caught in the Act
- 2010: Michael Bublé Meets Madison Square Garden
- 2013: Michael Bublé's Day Off
- 2016: Tour Stop 148